# Arrondissement Thionville
Thionville is een arrondissement van het Franse departement Moselle in de regio Grand Est. Het arrondissement is op 1 januari 2015 ontstaan toen het arrondissement Thionville-Ouest werd samengevoegd met het arrondissement Thionville-Est, dat aansluitend hernoemd werd naar Thionville. De onderprefectuur is het gelijknamige Thionville.

## Kantons
Het arrondissement is samengesteld uit de volgende kantons:
- Kanton Algrange
- Kanton Fameck
- Kanton Hayange
- Kanton Metzervisse
- Kanton Thionville
- Kanton Yutz

en het noordelijke deel van het kanton Bouzonville

## Geschiedenis
Tussen 1800 en 1901 bestond er ook al een arrondissement Thionville. Toen omvatte het ook het Kanton Bouzonville, het kanton Tholey, dat in 1814 aan Pruisen afgestaan werd, en de  kantons Relling en Sarrelouis, waarvan in 1815 delen aan Pruisen werden afgestaan.
In totaal omvatte het arrondissement tot 1814/15 acht kantons: Bouzonville, Cattenom, Metzervisse, Relling, Sarrelouis, Sierck, Thionville en Tholey.
In 1871 werd het arrondissement onder de Duitse naam Diedenhofen opgenomen in het Bezirk Lothringen van het door het nieuwe Duitse Keizerrijk geannexeerde Reichsland Elzas-Lotharingen. Van het arrondissement Briey werden ook enkele gemeentes geannexeerd en die werden aan het arrondissementen Diedenhofen en Metz toegevoegd.
In 1901 werd het arrondissement naar keizerlijk decreet in een oostelijk, meer landelijk, en een westelijk, meer stedelijk, arrondissement opgedeeld. Deze arrondissementen werden in 1918, aan het einde van de Eerste Wereldoorlog, door Frankrijk geannexeerd als Thionville-Est en -Ouest en bleven bestaan tot ze op 1 januari 2015 fuseerden tot het huidige arrondissement.